# 布特尔基区
布特尔基区是莫斯科东北行政区的一区，面积5.04平方公里，人口71,703人。它位于莫斯科铁路萨维奥洛沃方向和列宁格勒方向间，三环以北的区域内。